# HiPay
HiPay Group est un holding contrôlant la société HIPAY prestataire de services de paiement français indépendant. Il est agréé en tant qu'établissement de paiement auprès de l'Autorité de contrôle prudentiel et de résolution. Il est coté à la bourse de Paris.

## Histoire
Ancienne filiale de HiMedia Group, HiPay Group SA a obtenu en juin 2015 le visa de l’Autorité des marchés financiers (AMF) pour son introduction en bourse sur le compartiment C d’Euronext Paris.  
En 2015, une progression de 12% du chiffre d'affaires par rapport à l'année précédente est annoncée[source insuffisante] malgré un résultat net en perte de 2,8 millions d'euros.
En 2016, l'activité commerciale est lancée en Italie. En parallèle, Benjamin Jayet au travers de sa holding BJ Invest devient l’actionnaire majoritaire de la holding et détient désormais 29,83 % du capital. Benjamin Jayet devient le nouveau Président et Administrateur, Grégoire Bourdin est le nouveau Directeur général du groupe. Le chiffre d'affaires de l'année écoulée est de 30,7 millions d’euros selon les informations de l'entreprise[source insuffisante].
En 2017, HiPay cède ses activités de paiement sur facture opérateur à Gibmedia et devient à cette occasion un pure player du paiement digital. La même année, l’entreprise commercialise son module de lutte contre la fraude basé sur l’intelligence artificielle.
En 2018, une offre omnicanale - internet et magasin - est lancée.
En 2020, KPMG et Mazars refusent de certifier les comptes du groupe pour l'année précédente en raison de « l'insuffisance des procédures de contrôle interne concernant l'enregistrement du chiffre d'affaires ». Finalement, ces mêmes commissaires aux comptes certifieront sans réserve les comptes 2020 du groupe. Les comptes 2021 ont quant à eux été certifiés par de nouveaux auditeurs, les cabinets Deloitte et Exco.

## Activité
HiPay est un prestataire de services de paiement qui accompagne des distributeurs et marques dans leur stratégie de paiement[réf. nécessaire]. Des partenariats sont tissés avec différentes enseignes dont Promod, Videdressing ou encore le groupe SMCP.